# Курбатов, Митрофан Кузьмич
Митрофан Кузьмич (Козьмич) Курбатов — почётный гражданин Верхнеудинска, кяхтинский купец I гильдии, городской голова Верхнеудинска в 1816—1819 годах.

## Биография
Митрофан Козьмич родился в семье верхнеудинского купца Козьмы Курбатова. Отец владел стеклоделательной фабрикой под Верхнеудинском.
В конце XVIII века Митрофан Кузьмич — купец III гильдии. В 1810 году перешёл во II гильдию. С 1832 года до середины XIX века — кяхтинский купец I гильдии с капиталом 15 тыс. руб. серебром. Занимался выделкой и продажей кож, торговал с китайцами. В 1826 году отправил по Московскому тракту 100 возов с китайскими товарами. Занимался винным откупом.
В 1816–1819 годах был городским головой Верхнеудинска. Уже в первый год своей работы Курбатов приступил к постройке плотины, в которой сильно нуждался город, расположенный в пойме рек Уды и Селенги, и подвергавшийся опасности затопления. В 1819 году городским головой был устроен и передан городу на содержание и извлечение доходов плавучий мост через Уду. Этот мост на лодках и карбасах просуществовал около двадцати лет.
В 1822 году награждён медалью за общественную деятельность и «за устроение на реке Уде плоучего моста».

Курбатов активно участвовал в строительстве верхнеудинского Гостиного двора: ему принадлежала четвертая часть акций. Всё Забайкалье знало о добрых делах отца и сына Курбатовых. Аполлон Митрофанович Курбатов, владелец нескольких заводов, также был потомственным почётным жителем Верхнеудинска. Самым красивым в городе был именно его дом – одноэтажный, каменный, с четырьмя колоннами (сохранился до сих пор). А. И. Мартос, посетивший Верхнеудинск, писал:
«Дом купца Курбатова чистой архитектуры, с правильным портиком, есть одно из лучших зданий в городе».

## Семья
Женился на дочери тульского купца Т. И. Пирожникова Авдотье 1779 года рождения.
Дети: Апполон (1799 или 1800 год — 1874 год), Арефий.
Внук — Курбатов, Аполлон Аполлонович.

## Награды и звания
- Медаль на Аннинской ленте с надписью «За полезное» — 1822 год.
- «Почётный гражданин Верхнеудинска» — 1834 год.

## Адреса в Улан-Удэ
- Улица Куйбышева, 18 — Торговые ряды М. К. Курбатова. Памятник архитектуры.
- ул. Ленина, 27 — дом купца I гильдии М. Курбатова. Памятник архитектуры, памятник истории. Дом был построен в начале 1820 года. В конце XIX века куплен купцом А. К. Кобылкиным. Дом считался самым богатым в Верхнеудинске, лучшим образцом классицизма в городе, построенным по «образцовому проекту». Здание сохранилось с существенными перестройками. В 1950-е годы был разобран четырёхколонный коринфский портик, надстроен второй этаж, утрачен лепной фриз мезонина, декоративные дымники на трубах крышах.

Сейчас в здании располагается офис Азиатско-Тихоокеанского Банка